# Freya von Moltke

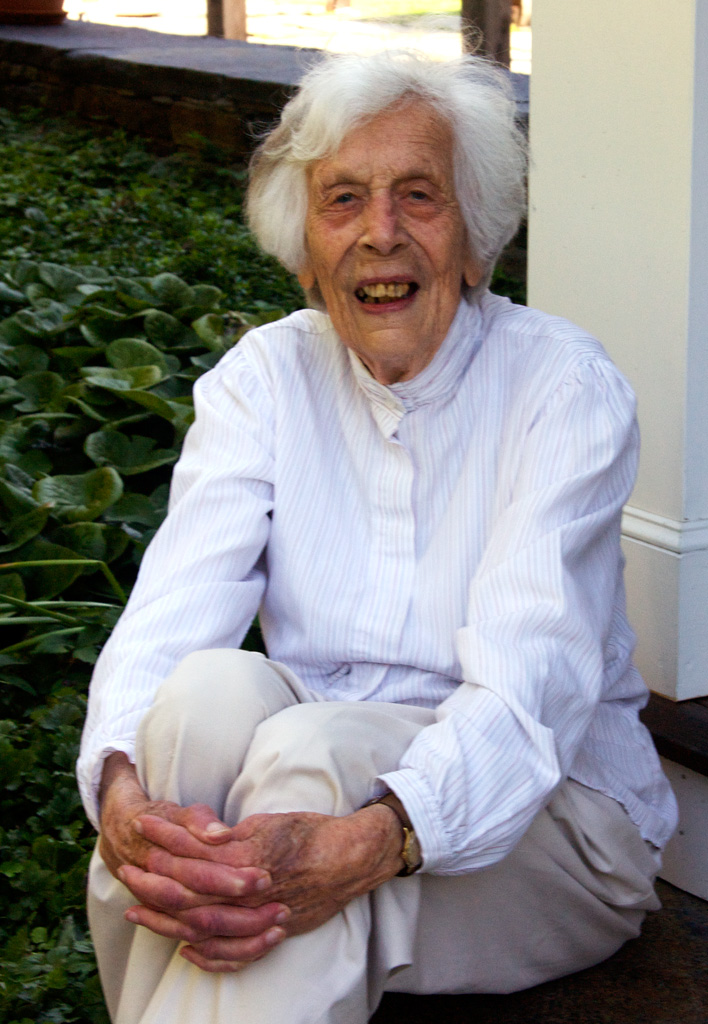
Freya von Moltke (2009)

Freya Gräfin von Moltke (* 29. März 1911 in Köln als Freya Maria Helene Ada Deichmann; † 1. Januar 2010 in Norwich, Vermont) war eine deutsche Widerstandskämpferin gegen den Nationalsozialismus, Schriftstellerin und Juristin. Sie wurde einer breiten Öffentlichkeit vor allem als Witwe des Widerstandskämpfers Helmuth James Graf von Moltke bekannt.

## Leben und Wirken

### Kindheit und Ausbildung
Freya von Moltke wurde am 29. März 1911 in Köln als Tochter des Bankiers Carl Theodor Deichmann (Enkel von Wilhelm Ludwig Deichmann) und seiner Frau Ada, geb. von Schnitzler aus der Kölner Bankiersfamilie Schnitzler, geboren. Ein Bruder von ihr war Hans Deichmann. Getauft wurde sie am 13. Mai 1911 in der Antoniterkirche vom liberalen evangelischen Pfarrer Carl Jatho. Nach der Mittleren Reife an der Liebfrauenschule besuchte sie nach einer Auszeit 1928 ein Jahr lang die Wirtschaftliche Frauenschule Schloss Löbichau in der Nähe von Gera. Dort bekam sie Freude am Lernen. Hauslehrer bereiteten sie auf das Abitur vor. Nach dem Abitur im Oktober 1930 an der Kaiserin-Augusta-Schule in ihrer Heimatstadt studierte sie Rechtswissenschaft zuerst an der Universität zu Köln und wurde dann 1935 an der Friedrich-Wilhelms-Universität in Berlin mit der Arbeit über Beglaubigung und öffentlicher Glaube. Zur Auslegung des § 1155 BGB zum Dr. iur. promoviert.

### Politische Betätigung

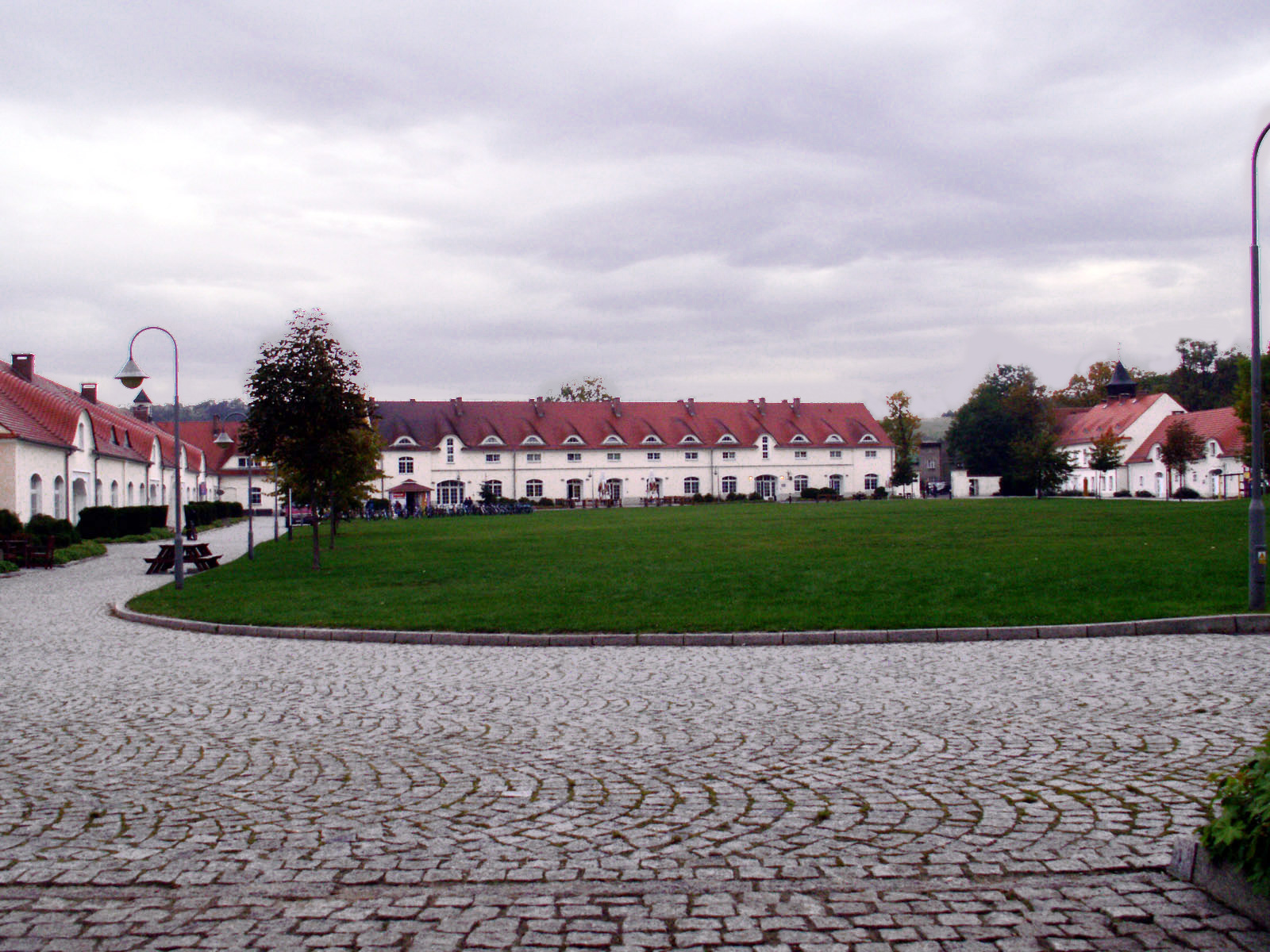
Das Gut der Moltkes in Kreisau, Schlesien

Sie begründete 1940 mit ihrem Ehemann sowie Peter und Marion Yorck von Wartenburg eine Gruppe, die sich über eine demokratische Gesellschaft nach dem Ende der nationalsozialistischen Tyrannei Gedanken machte. Aus dieser Gruppe entwickelte sich noch im gleichen Jahr der Kreisauer Kreis, benannt nach dem Gut der Familie von Moltke in dem schlesischen Dorf Kreisau. Sie organisierte mit den Gleichgesinnten im Mai 1942, Oktober 1942 und Juni 1943 drei Zusammenkünfte mit dem Ziel, Gesellschaftsentwürfe für eine Nachkriegszeit zu erstellen.
Mit ihrer Unterstützung wurde das Gut der Moltkes in Kreisau nach 1990 zu einer Begegnungsstätte umgewandelt, die der deutsch-polnischen und europäischen Verständigung dient. 2004 wurde in Berlin eine Bürgerstiftung mit dem Ziel gegründet, die Kreisauer Begegnungsstätte langfristig abzusichern und die dort geleistete Arbeit zu fördern: die Freya-von-Moltke-Stiftung für das Neue Kreisau. Freya von Moltke unterstützte dieses Anliegen aktiv. Sie war darüber hinaus Ehrenvorsitzende des Stiftungsrates der Stiftung Kreisau für Europäische Verständigung (Trägerin der Kreisauer Begegnungsstätte) sowie des Kuratoriums des Institutes für kulturelle Infrastruktur Sachsen in Görlitz.

### Persönliches
1931 heirateten Freya von Moltke und Helmuth James von Moltke. 1937 wurde der erste Sohn Helmuth Caspar geboren. 1941 bekamen die Eheleute den zweiten Sohn, Konrad (1941–2005). Im Januar 1944 wurde ihr Ehemann von der Gestapo verhaftet und am 23. Januar 1945 in Plötzensee hingerichtet. Gegen Ende des Krieges verließ Freya von Moltke Kreisau und flüchtete mit den zwei Söhnen.
Nach dem Zweiten Weltkrieg lebte sie von 1947 bis 1956 zunächst in Südafrika, der Heimat ihrer verstorbenen Schwiegermutter, wo ihre beiden Söhne aufwuchsen. Durch die Verbindung zu dem protestantischen Kulturphilosophen Eugen Rosenstock-Huessy, einem der akademischen Lehrer ihres Mannes, siedelte sie 1960 zu ihm nach Norwich (Vermont) in den USA um, wo sie bis zu ihrem Tod lebte.

## Ehrungen

### Ehrungen zu Lebzeiten
- 1989: Geschwister-Scholl-Preis
- 1999: Internationaler Brückepreis
- 2009: Adam-Mickiewicz-Preis[7]

### Postume Ehrungen
Zu ihrem 100. Geburtstag (März 2011) wurde an sie mit einem Veranstaltungsprogramm erinnert. „Ein Leben im Dienst der Menschlichkeit“ lautete der Titel des Programms. Es begann am 24. Februar. Daran beteiligt waren u. a. die Melanchthon-Akademie Köln und Freya von Moltkes Taufkirche, die Kölner Antoniterkirche.

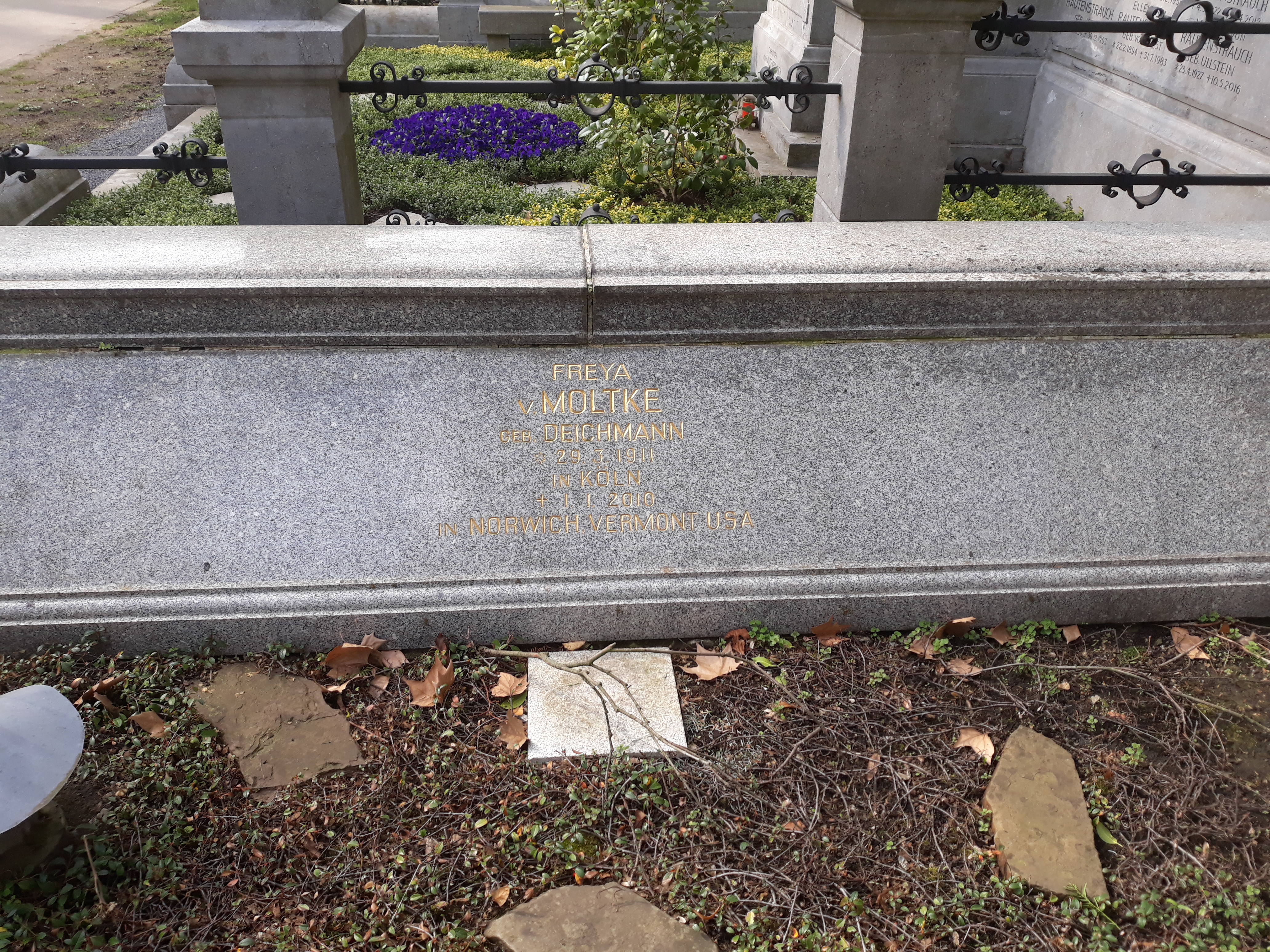
Familiengrab Deichmann, Friedhof Melaten, Köln: Inschrift Freya von Moltke.

In der Kölner Trinitatiskirche wurde an ihrem 100. Geburtstag ein ökumenischer Gedenkgottesdienst gefeiert, an dem der damalige Bundespräsident Christian Wulff teilnahm. Margot Käßmann, Kuratoriumsmitglied der „Freya-von-Moltke-Stiftung für das Neue Kreisau“, predigte.
An ihrem 101. Geburtstag wurde nach zweijähriger Planung auf Initiative der Stiftung, der Stadt Köln und evangelischer und katholischer Stellen vor Freya von Moltkes Geburtshaus in Anwesenheit ihres Sohnes eine vom Mönchengladbacher Künstler Christian Bauer gestaltete Glasstele aufgestellt.
2018 wurde in Köln-Deutz die Freya-von-Moltke-Straße nach ihr benannt.
Am 11. September 2024 wurde Freya von Moltke im Rahmen des Projekts Frauenorte in die Liste der FrauenOrte NRW aufgenommen und eine Gedenktafel im Gebäude Georgplatz 16 angebracht.

## Publikationen

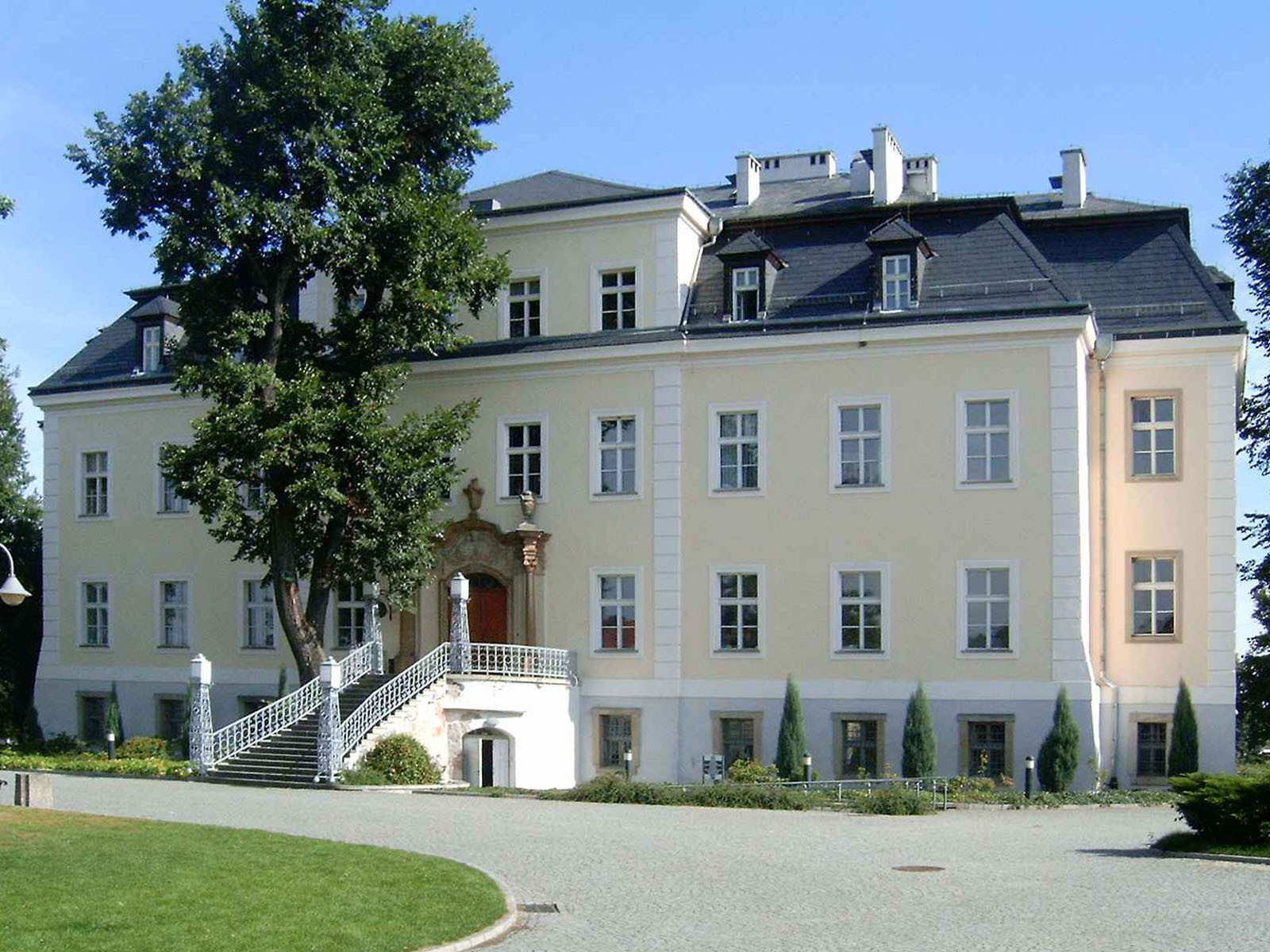
Kreisauer Schloss (2005)

- (Hgn.): Briefe an Freya 1933–1945. (Briefe ihres Mannes). C. H. Beck, München ³2005, ISBN 3-406-35279-0.
- Erinnerungen an Kreisau 1930–1945. C. H. Beck, München 2003, ISBN 3-406-51064-7.
- (mit Annedore Leber): Für und wider. Entscheidungen in Deutschland 1918–1945. Mosaik-Verlag, Berlin/Frankfurt am Main 1961.
- Die Verteidigung Europäischer Menschlichkeit. In: Beilage zur Wochenzeitung Das Parlament vom 28. Juni 2004, Aus Politik und Zeitgeschichte, B 27/2004, Bonn 2004.
- Helmuth James und Freya von Moltke: Abschiedsbriefe Gefängnis Tegel September 1944–Januar 1945. C. H. Beck, München 2011, ISBN 978-3-406-61375-3.

## Filme und Bühnenstücke
- Hellmut Schlingensiepen im Gespräch mit Freya von Moltke (1911–2010), Dokumentarfilm, Deutschland 2010, 48 Minuten, Regie: Hellmut Sitó Schlingensiepen und Christian Bimm Coers
- Geschichte einer Liebe – Freya, Kinodokumentarfilm, Deutschland 2016, 87 Minuten, Regie: Antje Starost und Hans Helmut Grotjahn
- Das Moltke-Projekt - Wenn die Welt in Stücke fällt. (PDF) In: Szenische Lesung auf Grundlage der "Abschiedsbriefe Gefängnis Tegel" von Helmuth James und Freya von Moltke (Flyer). Michael Becker (Regie), abgerufen am 2. Dezember 2018.